# 下桥镇
下桥镇，是中华人民共和国广东省湛江市徐闻县下辖的一个乡镇级行政单位。

## 行政区划
下桥镇下辖以下地区：
下桥社区、下糖社区、下桥村、桥南村、北插村、那利村、南丰村、旋安村、拨园村、迈埚村、信桥村、高田村、石板村和北良村。